# رامحة صافية
رامحة صافية (الاسم العلمي:Dovyalis lucida) هي نوع من النباتات تتبع جنس الرامحة من الفصيلة الصفصافية.